# スラクストン・サーキット
スラクストン・モータースポーツ・センター (Thruxton Motorsport Centre) は、イギリスのハンプシャーにあるスラクストン村の近くにあるモーターレースサーキットで、イギリスツーリングカー選手権やフォーミュラ3レースなどのモータースポーツイベントを開催している。同コースは、「英国で最速のサーキット」と呼ばれることが多く、ドライバーは300 km/h (190 mph) を超える速度を出すことが可能だという。その為、真のドライバーズ・トラックであるという評判を得ている。デイモン・ヒルは1993年にウィリアムズF1カーを平均速度236.574 km/h (147mph) でサーキットを周回した。 
この場所には、英国自動車レースクラブ（BARC）の本部もある。 
この場所は、1942年に第二次世界大戦の飛行場であるRAFスラクストンとして建設された。この飛行場には、RAFとUSAAFがあり、ノルマンディー上陸作戦のD-デイの着陸時の作戦を含む軍用機とグライダーに使用された。また、ドイツのレーダー装置がフランスの海岸で押収された成功したブルネヴァル襲撃（オペレーション・バイティング）に参加した空挺部隊は、ここから離陸した。